# Paulo Vitor Barreto
Paulo Vitor de Souza Barreto (Rio de Janeiro, 1985. július 12. –), gyakran egyszerűen csak Barreto, brazil labdarúgó csatár.

## Pályafutása

### Klubcsapatokban
2003-tól a Treviso és az Udinese játékosa volt. A 2008–09-es szezonban 23 góllal a Serie B gólkirálya lett. A csapatával feljutottak a Seria A-ba. A 2009–10-es szezonban 14 gólt szerzett.
A Serie A-ban 136 mérkőzésen lépett pályára és 29 gólt lőtt.

## Sikerei, díjai
Bari
- Serie B: 2008-09

Venezia
- Serie D (Group C): 2015–16